# Amaia Erbina
Amaia Erbina (Villafranca de Ordicia, 13 de marzo de 1997) es una jugadora española de rugby.  Actualmente juega en el Wests Bulldogs Rugby de Brisbane, Australia y es internacional con la selección española femenina de rugby 7. 

## Biografía
Es hermana de Lide Erbina, también jugadora de rugby de la selección española femenina de rugby 7.
Participó en el Juegos Olímpicos de Río de Janeiro 2016    y fue seleccionada para la Copa del Mundo de Rugby 7 de 2022. 

## Palmarés
- 22 internacionalidades con la Selección española (debutó el 20 de diciembre del 2015 contra Hong Kong)
- 156 internacionalidades con la Selección española de rugby a 7
- Participación en los  Juegos Olímpicos de Río de Janeiro 2016
- Participación en la Copa del Mundo de Rugby 7 de 2022